# Vereyken-Gletscher
Der Vereyken-Gletscher ist ein Gletscher an der Scott-Küste des ostantarktischen Viktorialands. Vom Nordosthang des Mount Morning fließt er in unmittelbarer Nachbarschaft zum oberen Abschnitt des Morning-Gletschers in nördlicher Richtung zwischen dem Riviera Ridge und dem Hurricane Ridge zum Koettlitz-Gletscher.
Das Advisory Committee on Antarctic Names benannte ihn 1994 nach Jill Vereyken vom Unternehmen Antarctic Support Associates (ASA), die ab 1984 auf der McMurdo-Station an der Koordination und Planung wissenschaftlicher Arbeiten maßgeblich beteiligt war.